# Schmack!
Schmack er et debutalbum fra Punk bandet Steriogram produceret af David Kahne.

## Spor
1. "Roadtrip" – 2:59
2. "Walkie Talkie Man" – 2:13
3. "Schmack!" – 2:25
4. "Was the Day" – 2:13
5. "White Trash" – 3:44
6. "In the City" – 2:41
7. "Go" – 2:56
8. "Fat and Proud" – 3:27
9. "Tsunami" – 3:01
10. "Wind It Up" – 3:14
11. "Be Good to Me" – 2:59
12. "On and On" – 6:31